# Adam Mularczyk
Adam Mularczyk (ur. 13 stycznia 1923 w Krakowie, zm. 12 czerwca 1996 w Filadelfii) – polski aktor oraz reżyser teatralny.

## Życiorys
Urodził się 13 stycznia 1923 r. w Krakowie. Jako sześciolatek organizował w rodzinnym domu przedstawienia, w których występował. Gdy miał 13 lat, w jego szkole powszechnej powstał teatrzyk im. Jadwigi Smosarskiej. W tym samym wieku po raz pierwszy znalazł się w teatrze, występując z chórem Dzieci Krakowskich w operze Carmen G. Bizeta w Teatrze im. Juliusza Słowackiego w Krakowie. W latach 1940–1945 uczęszczał do podziemnej Szkoły Dramatycznej w Krakowie, ucząc się u Juliusza Osterwy, Marii Dulęby i Janusza Warneckiego. W 1940 r., korzystając z pomocy teatrologów, wśród których znaleźli się Wiesław Gorecki, Wiktor Bujański i Tadeusz Kudliński, zorganizował konspiracyjny Krakowski Teatr Podziemny, który wystawił 16 spektakli, dając 8 premier. Do współpracy zaangażowani byli m.in. Wiktor Biegański, Marian Cebulski, Marian Friedman, Tadeusz Kwiatkowski, Juliusz Kydryński, Jerzy Merunowicz, Halina Mikołajska, Ewa Pachońska, Jerzy Passendorfer, Halina Romanowska, Wiktor Sadecki, Stanisław Zaczyk i Irena Stelmachówna. Po wojnie z większością tych aktorów został przyjęty do utworzonego Studia Teatr Stary w Krakowie. W sezonie 1945/46 należał do zespołu Starego Teatru w Krakowie. Został przyjęty do Związku Artystów Scen Polskich, po tym jak w 1946 r. zdał aktorski egzamin eksternistyczny.
W 1947 r. wraz z Januszem Warneckim przeniósł się do Warszawy i występował m.in. na scenach Teatru Muzycznego Domu Wojska Polskiego (tam duży sukces odniósł Żołnierz królowej Madagaskaru w adaptacji Juliana Tuwima, w którym grał), Teatru Współczesnego, Teatru Nowego (1947–1953), Teatru Narodowego (1954–1971) i Teatru Polskiego (1971–1974). Doceniany był za role Chudogęby w Wieczorze Trzech Króli Szekspira, Bazylego w Weselu Figara Beaumarchaisa, Prologusa, Judasza i Jandrasa w Historyji o Chwalebnym Zmartwychwstaniu Pańskim Mikołaja z Wilkowiecka.
19 stycznia 1955 na wniosek Ministra Kultury i Sztuki został odznaczony Medalem 10-lecia Polski Ludowej.
Ogólnopolską rozpoznawalność przyniosły mu role w filmach: taksówkarza z Nie lubię poniedziałku (1971) i malarza Bogdana Adamca w Poszukiwany, poszukiwana (1972). Uznanie przyniosła mu rola Lucky’ego w sztuce Samuela Becketta Czekając na Godota w reżyserii Jerzego Kreczmara, wystawianej w 1957 r. w Teatrze Współczesnym. Występował również w radiowym Teatrzyku Eterek Jeremiego Przybory w roli profesora Pęduszki.
Był wieloletnim wykładowcą Metropolitalnego Seminarium w Warszawie i w zakonie paulinów, gdzie uczył wystąpień publicznych. Zorganizował i prowadził teatr studencki w Akademii Teologii Katolickiej w Warszawie oraz teatr uczniowski w Gimnazjum Św. Augustyna. Jednym z jego uczniów był Jerzy Popiełuszko. W 1973 r. władze Polski Ludowej uznały go za wroga ludu, w związku z czym opuścił Polskę wraz z żoną i synem, zamieszkując w Filadelfii. Ze względu na barierę językową nie mógł dłużej pracować w zawodzie, ale w ramach działalności społecznej utworzył Polski Teatr Dramatyczny w Filadelfii, który wystawił entuzjastycznie przyjętą Niespodziankę Karola Huberta Rostworowskiego, jednak z powodu braku środków teatr szybko zawiesił działalność. Uczestniczył też w powstaniu pierwszej polskiej stacji telewizyjnej w Filadelfii. W 1996 r. podjął próbę reanimacji teatru, przygotowując premierę Werbla domowego Jana Kantego Gregorowicza, ale zmarł 12 czerwca tego samego roku w Filadelfii, w trakcie przygotowań do premiery. Został pochowany w Narodowym Sanktuarium Matki Bożej Częstochowskiej w Doylestown, zwanym amerykańską Częstochową. Śmierć artysty nie zakończyła działalności teatru, gdyż Zofia Wróblewska-Mularczyk postanowiła kontynuować dzieło męża, zapraszając do współpracy m.in. aktora Witolda Sadowego i razem wystawili Werbel domowy oraz takie sztuki jak Grube ryby Michała Bałuckiego czy Porwanie Sabinek w adaptacji Juliana Tuwima.
W 1996 r., zgodnie z życzeniem męża, Zofia Wróblewska-Mularczyk ufundowała nagrodę w wysokości tysiąca dolarów dla najlepszego studenta lub studentki trzeciego roku Wydziału Aktorskiego Akademii Teatralnej im. Aleksandra Zelwerowicza w Warszawie.

## Filmografia[9]
- Sprawa do załatwienia (1953) jako kibic na meczu bokserskim
- Żołnierz zwycięstwa (1953) jako rozstrzeliwany w czasie wojny domowej w Hiszpanii
- Kariera (1954) jako Kazimierz Rosiak, gospodarz Karwowskiego
- Godziny nadziei (1955) jako stary Włoch
- Warszawska Syrena (1956) jako kupiec Niedolas
- Król Maciuś I (1957) jako król Stary
- Kalosze szczęścia (1958) jako Pietrzak, karawaniarz w Monachium
- Ósmy dzień tygodnia (1958) jako bandzior z ulicy na której mieszkają Waliccy
- Zadzwońcie do mojej żony (1958) jako kapitan motorówki
- Zamach (1958) jako pan Józef, mechanik samochodowy
- Tysiąc talarów (1959) jako bandyta
- Ostrożnie Yeti (1960) jako złodziej „niezłego” obrazu
- Dwaj panowie N (1961) jako Grzegorz, kolega Kazimierza Dziewanowicza z archiwum hipoteki
- Milczące ślady (1961) jako Wacław Szyndzielorz, członek oddziału „Pioruna”
- Złoto (1961) jako mężczyzna przy barze
- Drugi brzeg (1962) jako więzień kryminalny „Rączka”
- Skąpani w ogniu (1963) jako Witoch
- Popioły (1965) jako stary Żyd w Wygnance
- Tomek i pies (1965) jako pracownik schroniska (odc. 6)
- Pieczone gołąbki (1966) jako majster Wierzchowski
- Wojna domowa (1966) jako cykliniarz Adaś (odc. 14)
- Akcja Brutus (1970) jako porucznik Mikołaj Lewicki, kontakt Niwińskiego
- Album polski (1970) jako kolejarz
- Lokis. Rękopis profesora Wittembacha (1970)
- Milion za Laurę (1971) jako handlarz na bazarze, znajomy Bulaka
- Nie lubię poniedziałku (1971) jako taksówkarz
- Seksolatki (1971) jako aptekarz Bronisław
- Poszukiwany, poszukiwana (1972) jako malarz Bogdan Adamiec

## Spektakle Teatru Telewizji[9]
- Makbet (1959)
- Różaniec z granatów (1959)
- Zdemaskowanie Blanco Posneta (1959)
- Mężczyzna w damskim kapeluszu (1960)
- Śluby powszednie (1960) jako Skrzypek Gordonek
- Weekend w pensjonacie Cyprys (1960) jako Foxe
- Don Alvares albo niesforna w miłości kompanija (1961)
- Mistrz Pathelin (1961)
- Pan Pickwick w tarapatach (1961)
- Ta trzecia (1961) jako Poterkiewicz
- Noc w oberży (1962)
- Akcja Lucy (1963)
- Kordian (1963) jako Wariat I
- Don Juan czyli kamienny gość (1964)
- Kwatery (1964) jako Poczwara
- Kapitan z Koepenick (1965)
- Zabawa jak nigdy (1965)
- Szwejk na tyłach (1966)
- Grube ryby (1968) jako Służący Filip
- Mężowi biada (1968) jako Luśniak
- Baron Munchhausen (1969) jako Człowiek z wózkiem
- Epilog norymberski (1969) jako Więzień obozu w Treblince, świadek oskarżenia
- Gniewko, syn rybaka (1969) jako Bartnik - cz. 4
- Żaglowce, białe żaglowce (1970) jako Woźny
- 12 krzeseł (1972) – cz. 1
- Morderstwo o północy (1972) jako Ogrodnik
- Przeklęte podwórze (1972) jako Ormianin